# Jack Priestley
John „Jack“ S. Priestley (* 27. Juli 1926 in New York City, Vereinigte Staaten; † 26. Mai 1993 in Los Angeles) war ein US-amerikanischer Kameramann.

## Leben und Wirken
Priestley erhielt kurz nach dem Zweiten Weltkrieg seine kameratechnische Ausbildung und war in den gesamten 1950er Jahren als Kameraassistent an ambitionierten Cinerama-Breitwanddokumentarfilmen beteiligt. 1960 rückte der New Yorker zum Chefkameramann auf und betreute seitdem in dieser Funktion eine Reihe von Fernsehproduktionen. Dabei handelte es sich vor allem um Krimiserien, darunter Klassiker wie Gnadenlose Stadt, Columbo und Cagney & Lacey. Außerdem war Priestley Chefkameramann bei überwiegend minder bedeutenden Kinofilmen – Ausnahme: der spannende Katz-und-Maus-Thriller Bizarre Morde mit Rod Steiger als abgefeimten Psychopathen und George Segal als seinen Widersacher – darunter der späte Sinatra-Krimi Die erste Todsünde, Burt Lancasters Der Mitternachtsmann und der harte New Yorker Gangster-Krieg-Thriller Straße zum Jenseits. Es waren Produktionen, die Priestley als gediegenen Handwerker auswiesen. Ab Mitte der 1980er Jahre war er für verschiedene Fernsehserien tätig.
Bei gewichtigeren A-Filmen blieb Priestley auf die Funktion eines einfachen Kameramanns (camera operator) oder Second-Unit-Kameramanns beschränkt, so beispielsweise bei Otto Premingers Inszenierung So gute Freunde, dem Erpresser-Thriller Stoppt die Todesfahrt der U-Bahn 123, dem Filmmusical The Wiz – Das zauberhafte Land und dem Breakdancestreifen Beat Street. Bei dem zweiten Teil von Zurück in die Zukunft hatte Priestley im Sommer 1989 die Chefkamera bei den zusätzlichen Aufnahmen inne.

## Auszeichnungen
Priestley wurde mehrfach für Preise nominiert, den Primetime Emmy gewann er gleich zweimal: 1962 und 1963 für seine Kameraarbeit zu Gnadenlose Stadt. Gegen Ende seines Lebens erhielt Jack Priestley 1992 auch den ASC Award der US-amerikanischen Kameraleute-Vereinigung für seine Leistung bei Die Fälle der Rosie O’Neill.

## Filmografie
nur als Chefkameramann
- 1960–1963: Gnadenlose Stadt (Fernsehserie)
- 1963–1964: East Side/West Side (Fernsehserie)
- 1965: For the People (Fernsehserie)
- 1965–1966: Seaway (Fernsehserie)
- 1966: Ages of Man
- 1966: A Man Called Adam
- 1967: Bizarre Morde (No Way to Treat a Lady)
- 1968: Rosen für die Lady (The Subject Was Roses)
- 1969: Stiletto
- 1970: Wo is‘ Pappa? (Where‘s Poppa?)
- 1971: Born to Win
- 1972: Cutter
- 1972: Straße zum Jenseits (Across 110th Street)
- 1973: Der Mitternachtsmann (The Midnight Man)
- 1974, 1990: Columbo (fünf Folgen der Krimiserie)
- 1975: Strike Force – Die Spezialeinheit (Strike Force)
- 1975: The Silence
- 1976: Abenteuer der Landstraße (Fernsehserie)
- 1977: Das Cherry-Street-Fiasko (Contract on Cherry Street)
- 1979: You Can‘t Come Home Again
- 1980: Die erste Todsünde (The First Deadly Sin)
- 1981: Die Lady (Family Reunion)
- 1982: The Neighborhood
- 1985: Die Lady mit dem Colt (Fernsehserie)
- 1987–1988: Cagney & Lacey (Fernsehserie)
- 1989: Hawk
- 1991: Chaos in Hollywood (The Hit Man)
- 1991–1992: Die Fälle der Rosie O’Neill (The Trials of Rosie O’Neill) (Fernsehserie)